# Portail international archivistique francophone
Le Portail international archivistique francophone (PIAF) est un portail web dont le but est de mettre à la disposition des archivistes de langue française des ressources utiles à leur formation. Il a été inauguré en 2005 par l’Association internationale des archives francophones (AIAF).

## Historique
Lors de la réunion de janvier 2000 organisée à l’initiative du Secrétaire Général de l’International Council on Archives ICA à Paris, et devant le constat que la simple traduction d’un programme de formation comme celui de l’International records management trust ne pourrait convenir à la communauté archivistique francophone, Gérard Ermisse a proposé l’idée de la conception d'un produit francophone multiculturel et coopératif. Ce qui a été accepté par les personnes présentes et vivement soutenu par Moncef Fakhfakh en tant que le Président de l’Association Internationale des Archives Francophones. Le recours à l'AIAF a été une bonne solution pour trouver un porteur de projet susceptible de recevoir des financements puisqu’aucune administration nationale ne pouvait recevoir directement de subventions, ni être un interlocuteur valable pour des organisations intergouvernementales comme la Francophonie.
Il est important de souligner le rôle pionnier de la direction des Archives de France, où le projet a été porté par Jean Le Pottier et Gérard Ermisse, l’International Council on Archives ICA avec l’investissement du Secrétaire général-adjoint, Marcel Caya et les Archives nationales de Tunisie, avec l'engagement de son Directeur Général Moncef Fakhfakh, sans oublier le rôle joué par d’autres partenaires comme Suzanne Richer, responsable du Bureau International de l'Edition française BIEF.
Au cours de la réunion fondatrice de PIAF en octobre 2001 à Paris, Pietro Sicuro, Directeur de l’INTIF (Institut des Nouvelles Technologies Francophone) a soutenu ce projet au sein de l’Agence intergouvernementale de la Francophonie et de l’INTIF par des dotations généreuses. Le rôle de Martine de Boisdeffre et de Christoph Graf pour obtenir des subventions de deux gouvernements et l'engagement des administrations nationales des Archives suisses, françaises, tunisiennes, québécoises et canadiennes ont été et restent déterminants.
Lors du séminaire de Tunis en février 2002, tous les partenaires se sont réunis pour définir le projet et ses trois composantes ;
- Le volet formation dont la coordination a été confiée à Marie-Edith Brejon de Lavergnée[6] ;
- Le volet enseignement à distance et recherche pratiqué par l’Université de Toulouse et celle de Dakar : (à souligner le rôle d’Eric Castex et de son collaborateur Eric Ferrante ainsi qu’une équipe d’informaticiens de différents pays) ;
- Le volet forum professionnel[3].

Le  17 novembre 2005, le Portail PIAF a été inauguré à Tunis à l’occasion du Sommet mondial sur la Société de l’information en présence de Moncef Fakhfakh, Eric Castex et de Marcel Caya,.
Peu de temps après le volet « se former » a été mis à disposition (2005), suivi du volet du volet « se documenter » en 2006. Depuis lors les différents volets (dont celui de l'espace professionnel « e-pro ») ont continué d’être mis à disposition, tandis que les premières versions sont régulièrement mises à jour,. 

## Objectifs du PIAF
Les objectifs du PIAF sont de :
Doter la communauté archivistique francophone de ressources utiles à la pratique, à la formation, à l'enseignement et à la recherche en les diffusant sur le site Web de l'AIAF.
Développer des liens de coopération et d'entraide entre les institutions d'archives, les organismes de formation et les archivistes de toute la Francophonie.
Diffuser des textes fondamentaux de manière à rendre compte du dynamisme de la recherche archivistique francophone et à accroître son influence sur la scène internationale.
Soutenir la diffusion d'outils de travail (modèles de formulaires, tableaux de gestion, plans de classement, etc.) susceptibles de favoriser l'affirmation de pratiques professionnelles conformes aux normes internationales en archivistique.
Créer une vaste communauté d'archivistes francophones.
Offrir à cette communauté un espace de travail collaboratif : l'espace professionnel.

## Contenu du PIAF
Le PIAF s’articule autour de trois volets :
'Se former :'
La formation du PIAF est organisée en 7 cours. L’ensemble offre 14 modules de formation totalisant l’équivalent de 165 heures d’apprentissage. Ces unités de formation vous permettent de progresser par étape, de travailler à votre rythme, d’établir soi-même son parcours de formation selon ses besoins. Les modules sont en effet à la fois autonomes (ce qui facilite un accès facile et rapide) et interdépendants (grâce aux liens qui les unissent). L’introduction de chaque module présente une introduction exposant les objectifs à atteindre et dispensant des conseils d’apprentissage.
'Se documenter :'
Ce volet met à disposition :
- ·       Une bibliographie d’archivistique francophone exhaustive ;
- ·       Un blogue dans lequel sont publiées toutes les semaines des nouvelles du monde de l’archivistique francophone ;
- ·       Un annuaire des institutions d’archives donnant accès à la liste et aux coordonnées des institutions d’archives francophones dans le monde. Le moteur de recherche du site permet d’accéder directement à la fiche d’une institution en particulier ;
- ·       Les galeries multimédia qui comprennent des images et des vidéos ayant trait à l’archivistique et aux archives ;
- ·       Un glossaire qui reprend les principaux termes archivistiques utilisés dans les cours du PIAF ;
- ·       Un recueil de textes fondamentaux, essentiels à la bonne maîtrise du métier d’archiviste ;
- ·       Une webliographie qui contient des liens utiles vers des blogues d’archivistique ou des associations d’archivistes francophones.

'Espace professionnel (e-pro) :'
L'espace professionnel est un espace de travail collaboratif mis gracieusement à la disposition des professionnels en archivistique. Sa création fut décidée le 30 janvier 2007, lors d'une réunion élargie du comité de pilotage du PIAF.
Pour tester ce nouvel outil, une action de préfiguration fut réalisée en mars-avril 2007 à l'Université de Haute-Alsace (Mulhouse, France) avec les étudiants de première année du Master Sciences de l'Information et Métiers de la Culture spécialité Archivistique. L'idée était de mener un travail original de recherche et de réflexion sur un thème puisé dans les modules de cours du PIAF. La page sur les archives du citoyen servit de point de départ à ce travail dont le résultat est désormais en ligne. Une présentation détaillée du projet, de ses objectifs pédagogiques et du déroulement de cette action de préfiguration est exposée dans la page "Le mot de l'enseignant".
Le contenu du PIAF est régulièrement présenté et utilisé dans le cadre du Stage Technique International d’Archives depuis 2013. Il a également été utilisé dans le cadre des semaines internationale des archives francophones (SIAF : 2009 à Dakar, 2011 à Hanoï, 2014 à Port-au-Prince).
'Espace du chercheur :'
Cette rubrique du PIAF a été mise en ligne en 2021. Elle s'adresse aux chercheurs, enseignants-chercheurs et étudiants en archivistique. Elle met à disposition des manuels méthodologiques, les programmes de recherche en archivistique du monde académique francophone, les sources de financements et de soutiens, un calendrier des évènements passés et à venir.